# Siedlemin
Siedlemin – wieś sołecka w Polsce położona w województwie wielkopolskim, w powiecie jarocińskim, w gminie Jarocin.
W latach 1975–1998 miejscowość administracyjnie należała do województwa kaliskiego.
Przez miejscowość przepływa Lubieszka, niewielka rzeka dorzecza Warty, lewy dopływ Lutyni.
Urodził się tu Witold Sokolnicki – działacz społeczny i gospodarczy, oficer Wojska Polskiego i Armii Krajowej.
Z Siedleminem związany jest bł. ks. Aleksy Sobaszek (1895-1942) proboszcz w latach 1931-1941, męczennik II wojny światowej. 